# Deutzia glomeruliflora
Espèce
Deutzia glomeruliflora est une espèce d’arbustes à feuilles caduques, de 1 à 2 m de haut, originaire de Chine centrale, classée dans la famille des Hydrangeaceae. Il est cultivé dans les jardins.

## Étymologie et nomenclature
L’épithète spécifique glomeruli.flora est formée d’un diminutif du latin glomus, glomeris « peloton, boule » et du suffixe -ule* suivi de flora « fleur » soit « fleurs en glomérule ».
Le missionnaire botaniste Armand David a découvert ce Deutzia en avril 1869, à Moupin dans une région montagneuse appelée actuellement Baoxing, occupée par l’ethnie tibéto-birmane Jiarong. Établi quelques mois dans cette mission, le père David y fit une collecte de spécimens de mammifères, d’oiseaux, d’insectes et de plantes tant remarquable par le nombre que la qualité. C’est là qu’il découvrit le panda géant, le Macaque au nez retroussé (Rhinopithecus roxellana) et l’arbre aux mouchoirs (Davidia involucrata). Tous ces spécimens, bien préparés - les plantes séchées et présentées en herbier, les vertébrés préparés par taxidermie - sont envoyés par caisses entières au Muséum national d’histoire naturelle de Paris.
Au Muséum, le botaniste systématicien Adrien Franchet se chargea de l’analyse et de la publication de la description de ce spécimen qu’il appela Deutzia glomeruliflora dans Nouv. Arch. Mus. Hist. Nat. sér. 2, 8: 235 (1886).

## Description

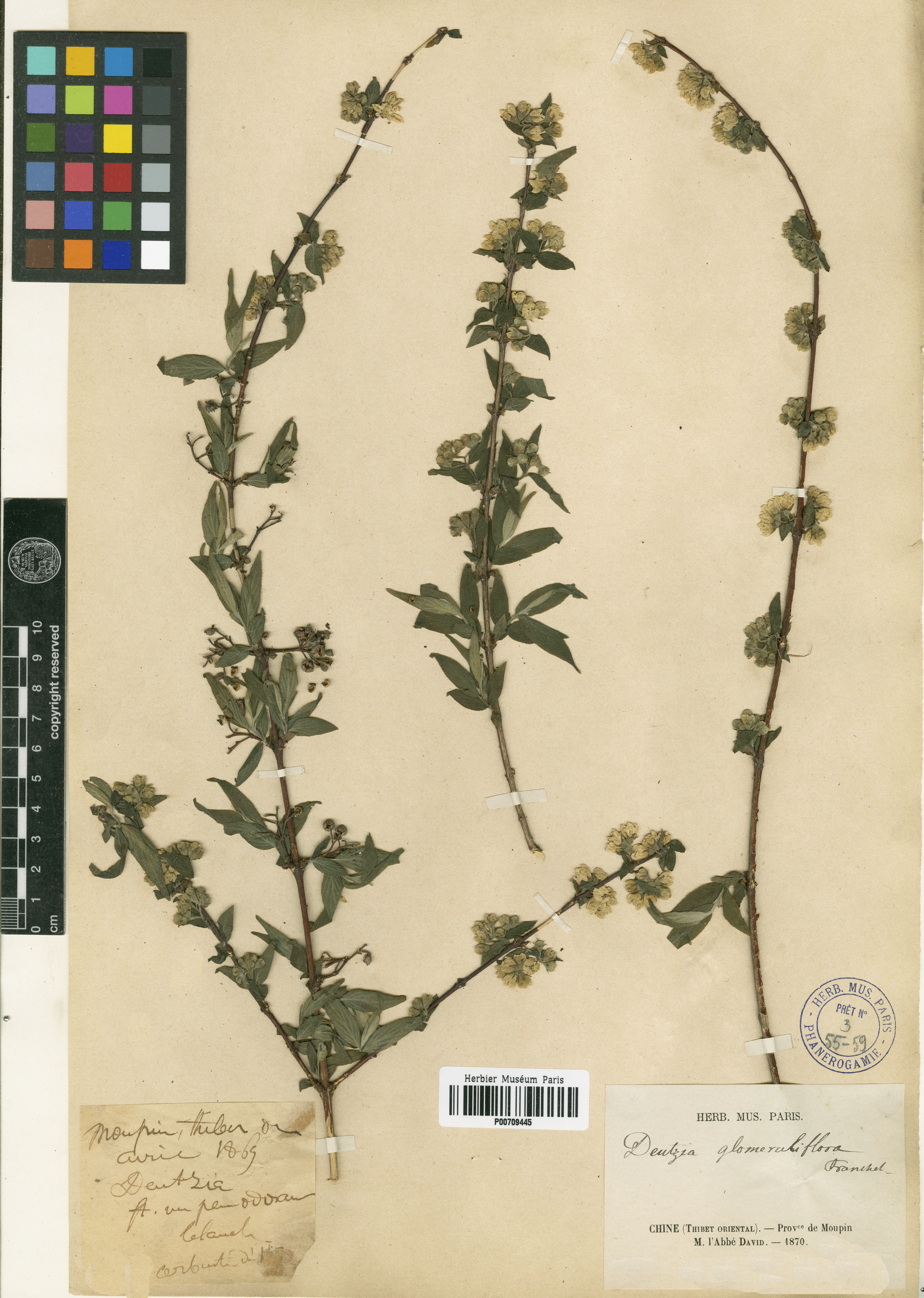
Spécimen type de
Deutzia glomeruliflora Franch. collecté par le père David au Tibet oriental.

Deutzia glomeruliflora est un arbuste de 1 à 2 m de haut
Les rameaux fleuris qui font de 3 à 12 cm de long, portent 2 à 3 paires de feuilles opposées, à poils étoilés.
Les feuilles ont un limbe ovale lancéolé ou lancéolé, de 2–5 cm de long sur 0,6–1,5 cm de large, papyracé, à base largement cunéiforme.
L’inflorescence est un agrégat de cymes, courts, à 3–18 fleurs. Le nom de D. glomeruliflora tient à ses fleurs groupées en bouquets denses le long des rameaux. La fleur odorante comporte des pétales blancs, ovales-elliptiques, de 8-12 x 4-5 mm.
La floraison a lieu en avril-mai.
Les fruits sont des capsules brunes, hémisphériques, env. 4,5 mm de diamètre. La fructification a lieu en août-septembre.

## Synonymes
Selon The Plant List
, les synonymes sont :
- Deutzia glomeruliflora var. glomeruliflora
- Deutzia glomeruliflora var. lichiangensis (Zaik.) SMHwang
- Deutzia purpurascens var. lichiangensis Zaik.

## Distribution
Deutzia glomeruliflora croît dans l’Ouest du Sichuan et le Nord du Yunnan. Pour KEWscience son aire de répartition est plus large dans la Chine centrale, elle s’étend du nord-est du Yunnan au Gansu, Hebei et Shandong.
On le trouve dans les forêts d'épicéas, les forêts mixtes et les fourrés entre 2 000 et 3 600 m.

## Culture
L’arbuste est cultivé dans les jardins des régions tempérées.

## Autres espèces deDeutziacollectées par Armand David
- Deutzia longifolia Franch.
- Deutzia purpurascens Franch.
- Deutzia setchuenensis Franch.